# Clavaspis subcuticularis
Clavaspis subcuticularis är en insektsart som först beskrevs av Green 1916.  Clavaspis subcuticularis ingår i släktet Clavaspis och familjen pansarsköldlöss. Inga underarter finns listade i Catalogue of Life.